# Hexocycnidolon unoculum
Hexocycnidolon unoculum är en skalbaggsart som först beskrevs av Bates 1870.  Hexocycnidolon unoculum ingår i släktet Hexocycnidolon och familjen långhorningar. Inga underarter finns listade i Catalogue of Life.